# Ahmed Al-Tarabilsi
Ahmed Al-Tarabilsi - em árabe, أحمد الطرابلسي (Beirute, 22 de março de 1947) é um ex-futebolista libanês que atuava como goleiro, pela Seleção do Kuwait..

## Carreira
Defendeu apenas um clube, o Kuwait Army. fez parte do elenco da histórica Seleção Kuwaitiana de Futebol da Copa do Mundo de 1982. 